# Farbkreis

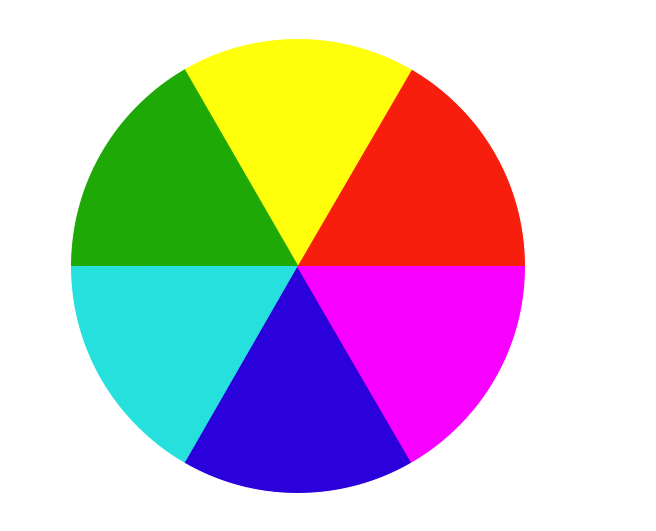
Einfacher, 6-teiliger Farbkreis.

Ein Farbkreis (auch Farbenkreis, Farbtonkreis, Bunttonkreis, Farbrad, englisch colour circle, colour wheel) ist ein Ordnungssystem (Farbsystem), in dem Farben in einem Kreis angeordnet sind: Im Buntton ähnliche Farben liegen nebeneinander und Komplementärfarben (Ergänzungsfarben, Gegenfarben, Kompensationsfarben) liegen oft gegenüber. Von diesem Aufbau werden Farbschemata für Designzwecke abgeleitet.
Im Kreis sind typischerweise 6, 7, 12 oder 24 Farben in diskreten Stufen angeordnet, es gibt jedoch auch kontinuierliche Farbkreise.
Farbkreise sind meist Bestandteil einer Farbenlehre, deren jeweiliger Ausgangspunkt ihren Charakter bestimmt. Daher hängt das Aussehen eines Farbkreises wesentlich davon ab, welche Art der Ordnung er visualisieren soll. Dies können z. B. physikalische, technische, wahrnehmungspsychologische oder ästhetische Ordnungskriterien sein. Auf Grund der Beschaffenheit des menschlichen Farbsinnes ist es nicht möglich, alle diese Aspekte sinnvoll in einem einzigen Farbsystem abzubilden. Dies liegt vor allem daran, dass die menschliche Farbempfindung nicht linear von ihren physikalischen Ursachen abhängt, sondern in einer mathematisch komplizierten Form, die nur näherungsweise angegeben werden kann. Es gibt daher keinen allgemein gültigen Farbkreis.
Farbkreise sind verwandt mit einer linearen Anordnung, sowie alternativen 2-dimensionalen Anordnungen von Farben (z. B. Farbdreiecke, Farbsechsecke), die ebenfalls auf dieser Seite erwähnt werden. 3-dimensionale Anordnungen finden sich auf der Seite Farbraum.

## Allgemeines

Die physikalisch gemessenen spektralen Absorptionseigenschaften der Sehpigmente in den Stäbchen und Zapfen des menschlichen Auges.

Demonstration des Unterschiedes zwischen „Wahrnehmung“ und „physikalischen Eigenschaften“ von Farbwerten. Eine (physikalische) Abstufung von 20° auf dem HSB-Farbkreis erzeugt im Gelbbereich einen für die Wahrnehmung stärkeren Farbkontrast als dieselbe Abstufung im Rotbereich.

- Künstler verwenden Farbkreise, um beispielsweise daraus Harmonien abzuleiten oder das Mischverhalten besser zu verstehen. Auf Farbkreisen beruhen unterschiedliche Harmonielehren (siehe auch: Farbschema).
- In der Industrie werden Farbsysteme zum Beispiel genutzt, um Farbmittel mit möglichst geringen Abweichungen weltweit reproduzieren zu können.[2]

Je nach Anwendungsbereich unterscheiden sich Farbkreise in der Verteilung der Farben und deren Bezeichnungen. Dabei ist jeder Farbkreis nur ein Modell zur Darstellung von reinen Farbreizen in bestimmtem Zusammenhang. Je nach den realen Anforderungen kann vom Kreis abgewichen und zu grafisch auch komplexen Farbsystemen übergegangen werden.

## Grundlagen
Die genutzte „Erscheinungsweise der Farben“, ob Lichtfarben, Farbreize (Empfindungen), Farbvalenzen (Wahrnehmungen) oder Körperfarben, spielt beim Aufbau eines Farbkreises eine grundsätzliche Rolle. Zusätzlich können die Auswahl der Komplementärfarben, der Primärfarben (Grundfarben, Farben erster Ordnung) oder die empfindungsgemäße Gleichabständigkeit die Ausführung und Gliederung von Farbkreisen bestimmen.

### Lichtfarben
Physiker untersuchen die Wellenlängen und die spektrale Zusammensetzung der Lichtfarben. Diese Lichtwellen und ihre physikalischen Eigenschaften können eine Grundlage für einen Farbkreis bilden. Anwendung finden solche Farbkreise oder Lichtfarbsysteme bei Computerbildschirmen, Fernsehgeräten, Plasmabildschirmen oder Theaterbeleuchtungen.

### Körperfarben
Farbkreise können aus Mustern der zur Verfügung stehenden Farbmittel (Farbstoffe, Pigmente, Druckfarben) auf einem geeigneten Untergrund (Substrat) aufgebaut sein. Solche Figuren haben Bedeutung für Künstler beispielsweise beim Ermischen harmonischer Farben im Bildaufbau. Ebenso finden umfangreiche Musterbücher für alle Bereiche industrieller Produktion Verwendung, vorrangig in der Kunststoff-, der Textil- und der Druckindustrie. Zusätzlich entwickeln Chemiker in der Pigment- und Farbstoffforschung ständig neue Farbmittel. Diese können die Farbauswahl für Farbkreise beeinflussen.

### Farbwahrnehmung
Wahrnehmungstests haben gezeigt, dass die weitaus meisten Menschen Farben beinahe gleich beurteilen. Weder die Anzahl unterscheidbarer Farbreize noch die Empfindung von Ähnlichkeiten variieren wesentlich. Ohne diese Voraussetzung könnte nicht effizient über „Farbe“ kommuniziert werden und Farbbezeichnungen wären bedeutungslos.
Es gibt drei wesentliche physiologische Grundlagen, die die Farbwahrnehmung und damit den Aufbau des Farbkreises bestimmen.
- Menschen besitzen drei Arten von Zapfen (farbempfindliche Rezeptoren) in der Netzhaut. Diese reagieren auf die Farbreize Rot, Grün und Blau. Entsprechend können diese drei Farben die (additiven) Primärfarben im Farbkreis bilden.
- Eine weitere Möglichkeit baut auf den virtuellen Farben auf, die durch den Abbau des Sehfarbstoffes entstehen. Dieser Vorgang macht sich im Sukzessivkontrast (Nachbildkontrast) bemerkbar. Hieraus lassen sich Komplementärfarben ermitteln, die in einem Farbkreis gegenüber darzustellen sind.
- Weiterhin gibt es neuronale Prozesse, die die Sinneseindrücke der Zapfen (Rot, Grün, Blau) in eine Zwei-Kanal-Farbinformation umwandeln. Es sind die Rot-Grün- und Gelb-Blau-Kanäle der Gegenfarbentheorie. Aufgrund dieser Tatsache lassen sich Kreise mit den vier Primärfarben Rot, Gelb, Grün und Blau konstruieren.

### Farbempfindung
Psychologen untersuchen das Empfinden für Farbreize und den Vorgang des Wahrnehmens von Farben (Farbvalenzen). Als Versuchsaufbau sortieren normalsichtige Versuchspersonen Farbmuster nach ihrer Empfindung auf Ähnlichkeit. Anfang und Ende der Reihe sind sich natürlicherweise ähnlich, so dass eine geschlossene Figur gebildet werden kann. Physikalische oder physiologische Zusammenhänge der Farbwahrnehmung müssen hierbei keine Rolle spielen.

### Primärfarben
Unterschiede ergeben sich aus den gewählten Primärfarben, die im Farbkreis als Dreieck oder Viereck angeordnet werden. Physikalisch genügen die drei Primärfarben Rotorange, Grün und Blauviolett (RGB, additive Mischung von Lichtfarben). Psychologisch gelten Rot, Gelb, Grün und Blau als Grundfarben. Eine Körperfarbenmischung mit festgelegten Pigmenten lässt sich aus den drei Primärfarben Cyan, Magenta und Gelb (cmy, subtraktive Mischung von Körperfarben) erzielen.

### Komplementärfarben
Ein häufiges Ordnungskriterium sind im Kreis diametral gegenüber angeordnete Komplementärfarben. Zwei Komplementärfarben mischen sich zu Weiß, Grau oder Schwarz. Doch je nach Mischungsart (additive, subtraktive oder optische Mischung) und Auswahl der Farben (Lichtfarbe, Körperfarbe, virtuelle Farbe) ergeben sich unterschiedliche Gegenpaare und andere Verteilungen im Farbkreis. Zusätzlich bestimmen manche Farbtheoretiker die Komplementärfarbenpaare rein nach ihrer (persönlichen) Empfindung.

### Empfindungsgemäße Gleichabständigkeit
Bei einer geforderten empfindungsgemäßen Gleichabständigkeit benachbarter Elemente können Schwierigkeiten auftreten. Beispielsweise kann der Unterschied zwischen nach Wellenlänge gewählten Lichtfarben im Gegensatz zum wahrgenommenen Farbabstand stehen. Dieses Problem wird in der Farbmetrik schwerpunktmäßig behandelt.

## Entwicklung der Farbkreise

### Lineares Farbmodell von Aristoteles

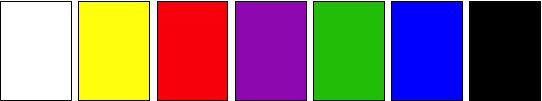
Farbmodell nach Aristoteles

Seit der Antike gibt es theoretische Überlegungen für eine Ordnung der Farben. Der griechische Philosoph Aristoteles (384–322 v. Chr.) ordnete sieben Farben entlang einer Gerade an: ein eindimensionales Farbmodell. Sein Modell orientierte er daran, wie sich das Licht im Laufe des Tages verändert. Er nahm den Übergang zwischen dem weißen Mittagslicht über das Abendrot (mit einem grünen Schimmer) zum dunklen Nachthimmel. Die Farbenfolge ordnete er dabei folgendermaßen an: Weiß, Gelb, Rot, Grün, Violett, Blau und Schwarz. Die untergehende Sonne kann unter klaren Bedingungen das Grüne Leuchten zeigen.

### Newtons Farbkreis

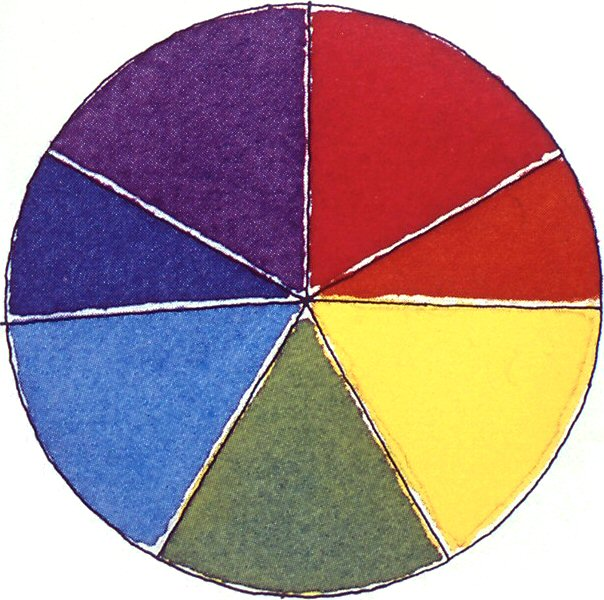
Newtons Farbkreis von 1704

Der englische Physiker und Naturforscher Sir Isaac Newton entdeckte ab 1666 mit Hilfe eines Glasprismas, dass verschiedene Farben Bestandteile des weißen Lichtes sind.
Er war gemäß seiner psychologischen Farbempfindung und seines ästhetischen Wahrnehmens von Farben davon überzeugt, dass Licht- und Schallausbreitung vergleichbar und übereinstimmend zu behandeln sind. Er formte seinen Farbkreis (1704 veröffentlicht) aus sieben Farben: Violett, Indigo, Blau, Grün, Gelb, Orange und Rot. Bei der Größe der sieben Segmente orientierte er sich an den Intervallgrößen einer dorischen Tonleiter.

### Goethes Farbkreis

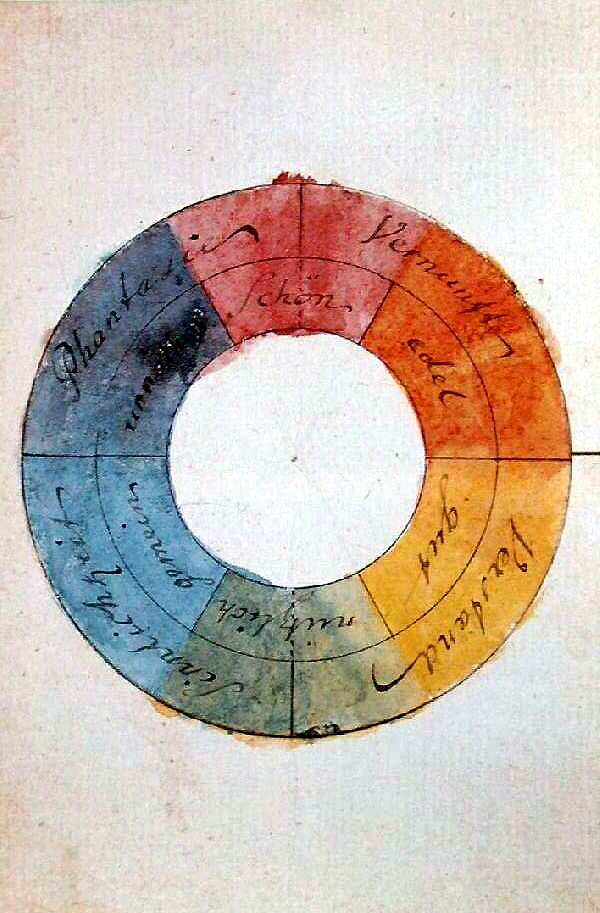
Farbenkreis von Goethe (1809) zur Symbolisierung des menschlichen Geistes- und Seelenlebens aus dem Kapitel „Allegorischer, symbolischer, mystischer Gebrauch der Farbe“ in Goethe's Farbenlehre

Der deutsche Dichter und Naturforscher Johann Wolfgang von Goethe beschäftigte sich mit der sinnlich-sittlichen Wirkung und dem Wesen der Farbe. Sein sechsteiliger Farbkreis (1809) besteht aus den Primärfarben Gelb, Purpurrot und Blau und den drei Mischfarben Grün, Orange und Violett. Die aquarellierte Federzeichnung eines Farbenkreis im Kapitel "Allegorischer, symbolischer, mystischer Gebrauch der Farbe" in Goethes Farbenlehre von 1810 enthält die Anmerkungen (Umschrift): "(innerer Ring) [rot] "schön" [orange] "edel" [gelb] "gut" [grün] "nützlich" [blau] "gemein" [violett] "unnöthig"; (äußerer Ring) [rot-orange] "Vernunft" [gelb-grün] "Verstand" [grün-blau] "Sinnlichkeit" [violet-rot] "Phantasie". Damit wollte er eine Anweisung für Kunstmaler erreichen.
Goethe nahm etwa 150 Jahre nach Newtons wissenschaftlichen Experimenten an, dass weißes Licht nicht additiv aus verschiedenen Spektralfarben zusammengesetzt ist, sondern dass umgekehrt die Farben durch eine dualistische Wechselwirkung von Licht und Finsternis, dem Kampf zwischen Hell und Dunkel entstünden. Gelb sei der „Sieg“ des Hellen. Um Newton zu widerlegen leitete er von dieser Philosophie seine Experimente ab und behauptete die beiden Primärfarben Gelb (Licht) und Blau (Finsternis).

„Das Licht ist das einfache, unzerlegteste, homogenste Wesen, das wir kennen. Es ist nicht zusammengesetzt. Am allerwenigsten aus farbigen Lichtern. Jedes Licht, das eine Farbe angenommen hat, ist dunkler als das farblose Licht. Das Helle kann nicht aus Dunkelheit zusammengesetzt sein. – Es gibt nur zwei reine Farben, Blau und Gelb. Eine Farbeigenschaft, die beiden zukommt, Rot, und zwei Mischungen, Grün und Purpur; das übrige sind Stufen dieser Farben oder unrein. – Weder aus apparenten Farben kann farbloses Licht noch aus farbigen Pigmenten ein weißes zusammengesetzt werden. Alle aufgestellten Experimente sind falsch oder falsch angewendet.“

Goethe meinte anhand seiner Lichtexperimente folgern zu können, dass durch „Übereinanderschieben“ von Hell und Dunkel im Prisma ein gelber und ein blauer Rand entstünden und sich je nach dem Anteil von Hell und Dunkel zu Grün oder Rot vermischten; so entstünden die Farben des Regenbogens – rot, gelb, grün, blau, violett.
Außerdem untersuchte er die farbigen Schatten und die Nachbildfarben des Übergangskontrastes, was ihn veranlasste, Purpurrot (Magenta) als Primärfarbe hinzuzufügen.

### Herings Farbkreis

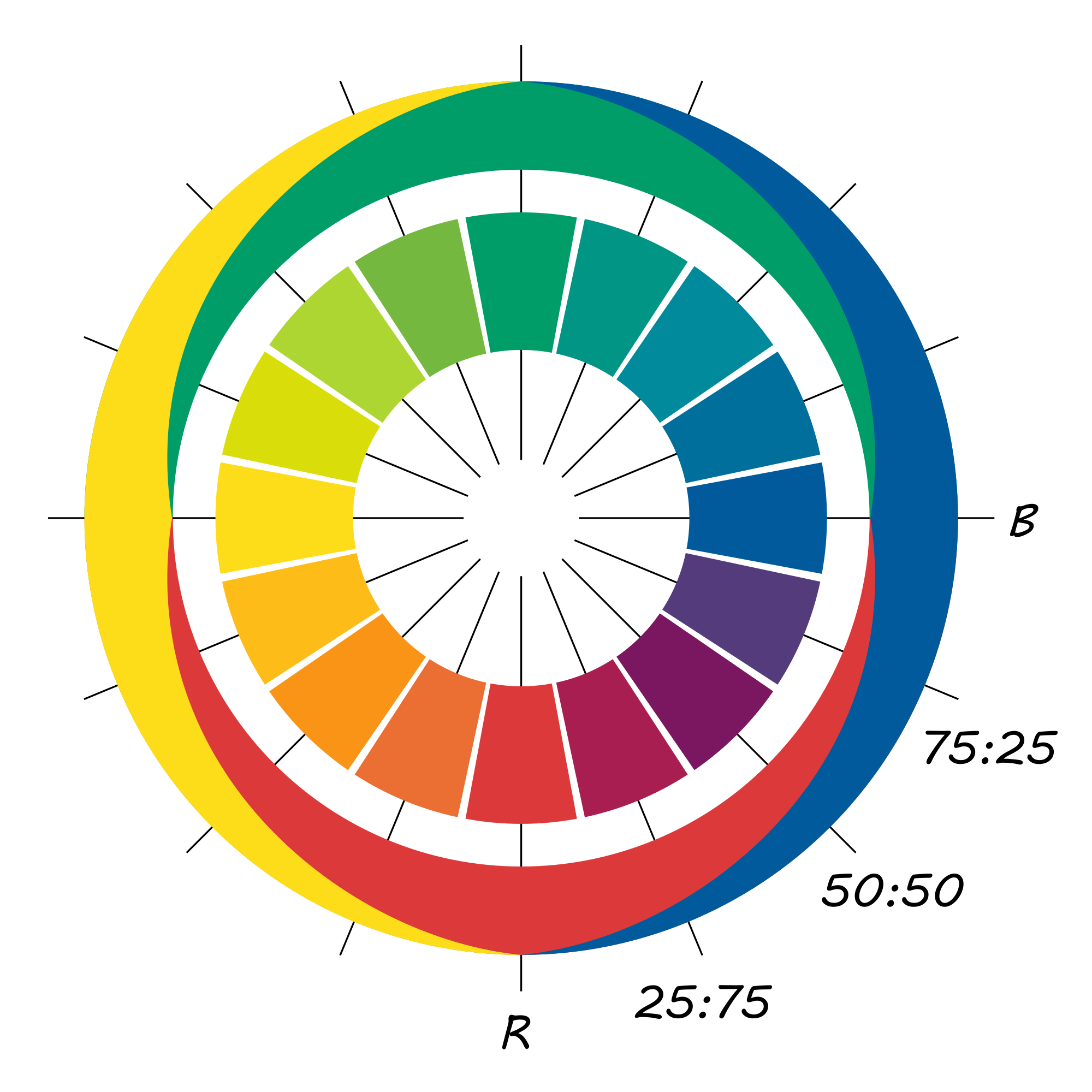
Farbkreis nach Hering von 1878

Der deutsche Physiologe und Hirnforscher Karl Ewald Konstantin Hering (1834–1918) beobachtete, dass gegensätzlich formulierte Farbeindrücke wie „gelbliches Blau“ oder „rötliches Grün“ widersprüchlich sind. Er schlussfolgerte daraus vier „psychologische“ Primärfarbreize (elementare Farbempfindungen): Rot, Gelb, Grün und Blau. Sie stehen jeweils als Blau-Gelb und Rot-Grün gegenüber. Neurophysiologische Belege für seine Gegenfarbentheorie (Opponenten-Theorie) liegen seit 1966 vor. In den Ganglienzellen der Netzhaut werden die Nervenimpulse der Zapfen (Rot, Grün, Blau) in eine Zwei-Kanal-Farbinformation verrechnet, bestehend aus einem Rot-Grün- und einem Gelb-Blau-Kanal. Ewald Herings Farbkreis von 1878 umfasste sechzehn Farben, indem zwischen den Primärfarben jeweils eine Sekundärfarbe und zwei Tertiärfarben liegen.

### Ittens Farbkreis

Ittens Farbkreis von 1961

Der Schweizer Kunstpädagoge und Maler Johannes Itten (1888–1967) entwickelte während seiner Lehrtätigkeit am Bauhaus in Weimar von 1919 bis 1923 einen zwölfteiligen Farbkreis. Dessen Basis bilden die drei Primärfarben (Farben erster Ordnung): Rot, Gelb und Blau. Zwischen diese setzte er die Sekundärfarben (Farben zweiter Ordnung): Orange, Violett und Grün, ermischt aus zwei Primärfarben. Sechs „Tertiärfarben“ erweitern Ittens Farbkreis auf insgesamt zwölf Farben. Die drei Primärfarben kommen rasch an ihre Grenzen, wenn es darum geht leuchtende Farben zu erzeugen. Ihre Mischung ergibt mehr oder weniger getrübte Farben. Die gegenübergestellten Farben sind keine „gegensätzlichen“ Komplementärfarben, da sie sich nicht zu Grau neutralisieren, sondern zu „schmutzigen“ Brauntönen führen. Itten erstellte seinen Farbkreis nach den Anforderungen der Kunstpädagogik, wobei er als Komplementärfarben bestimmte, was er als gegensätzlich empfand. Der Vorteil seines Farbkreises bestand darin, dass es ihm gelang, die Grundprinzipien des Farbenmischens in einem einfachen geometrischen Modell übersichtlich aufzuzeigen.

### NCS-Farbkreis

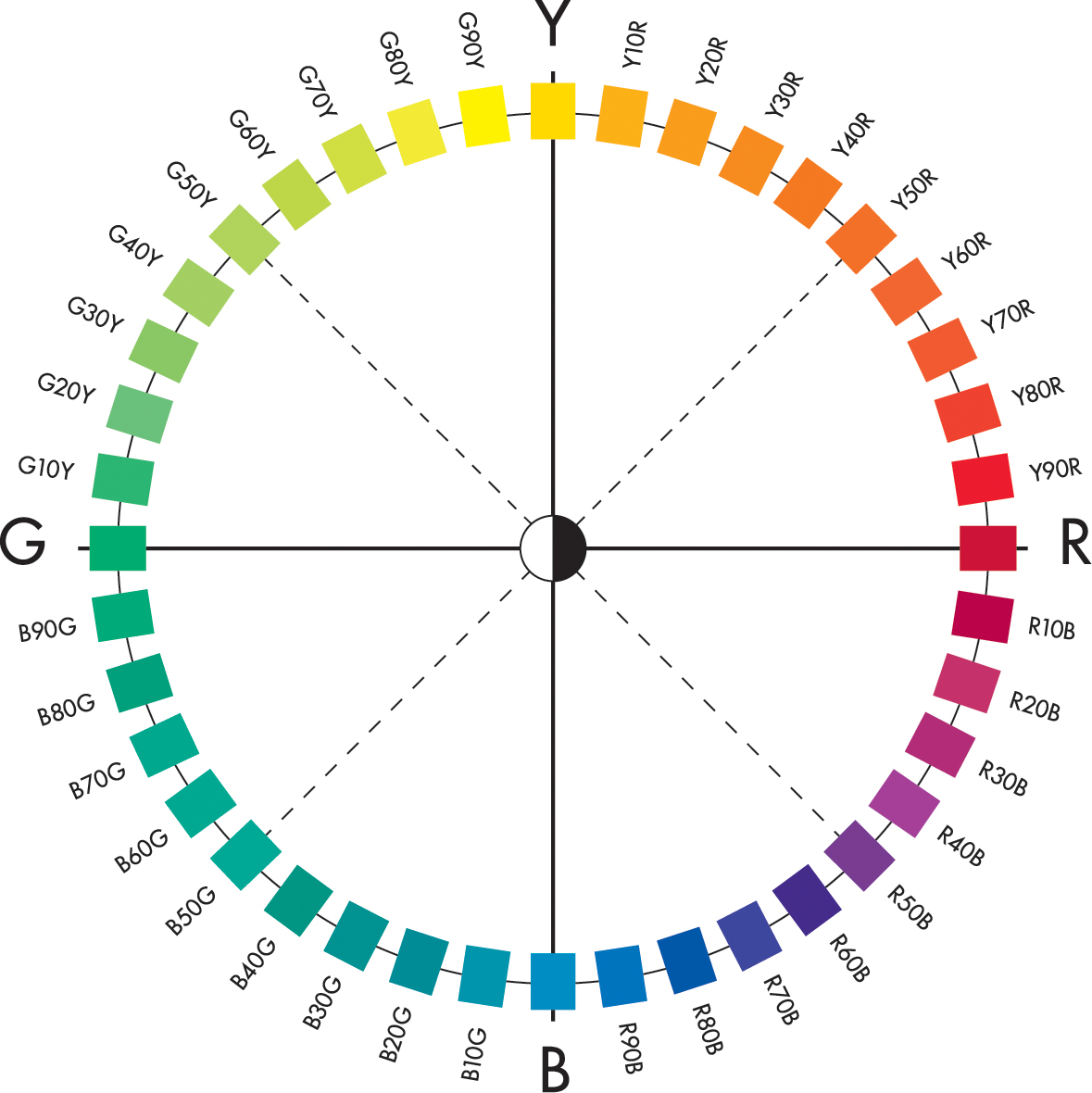
NCS-Farbkreis, in den 1960er Jahren in Schweden entwickelt

Der NCS-Farbkreis ist ein Bestandteil des wahrnehmungsbasierten NCS (Natural Color System). Dieses wurde in den 1960er Jahren von den schwedischen Farbforschern Anders Hård und Lars Sivik entwickelt. Ziel war, dass jede Person, die über eine normale Fähigkeit zum Farbensehen besitzt, Farbbestimmungen vornehmen kann, allein aufgrund ihrer Wahrnehmung bzw. ihrer „natürlichen“ Farbempfindung. Dabei bilden weder Farbmessinstrumente, noch Farbmuster oder der Vergleich verschiedener Farben die Grundlage. Wie bei Ewald Hering sind vier Grundfarben („Urfarben“), die hier als elementare Farbempfindungen angesehen werden, die Orientierungspunkte – ein Gelb, ein Rot, ein Blau und ein Grün. Sie sind im Winkel von 90° angeordnet. In den Viertelkreisen dazwischen liegen jeweils neun Bunttöne, in denen die benachbarten Grundfarben anteilsmäßig und gleichabständig wahrgenommen werden. Die so wahrgenommenen Anteile werden in Prozentwerten ausgedrückt. Zum Beispiel besitzt ein Orange mit 30 % Rot und 70 % Gelb die Koordinaten Y30R (Y = Yellow = Gelb).
Das Koordinatensystem des NCS bildet einen Doppelkegel mit Weiß (oben) und Schwarz (unten) an den jeweiligen Spitzen.

### Liedls harmonischer Farbkreis

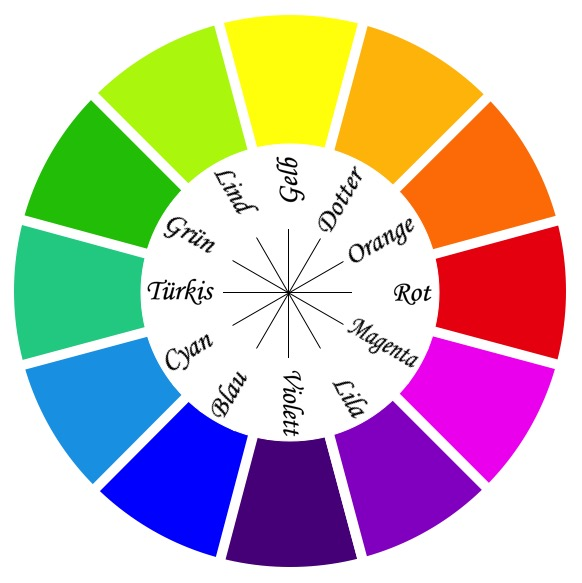
Farbkreis nach Roman Liedl

Der österreichische Mathematiker Roman Liedl (1940–2019) ordnete die Farben Cyan, Magenta und Gelb in einem gleichseitigen Dreieck an. Die (primären) Lichtfarben Rot, Grün und Blau verschob er so, dass die mit Hilfe des Sukzessivkontrastes ermittelten Komplementärfarben nun in einem Kreis gegenüber liegen konnten. Sein Farbkreis bildet die Grundlage einer weiteren Harmonielehre. In dieser zeigt er Farbzusammenstellungen auf, deren harmonische Wirkung sich von der Ähnlichkeit oder dem Kontrast der kombinierten Farben ableiten lassen. Die Bedeutung von Liedls Farbkreis liegt im sprachlichen Bereich, da er die zusammengesetzten Farbnamen wie Gelbgrün oder Gelborange durch Lind und Dotter ersetzt.

## Weitere Farbkreise

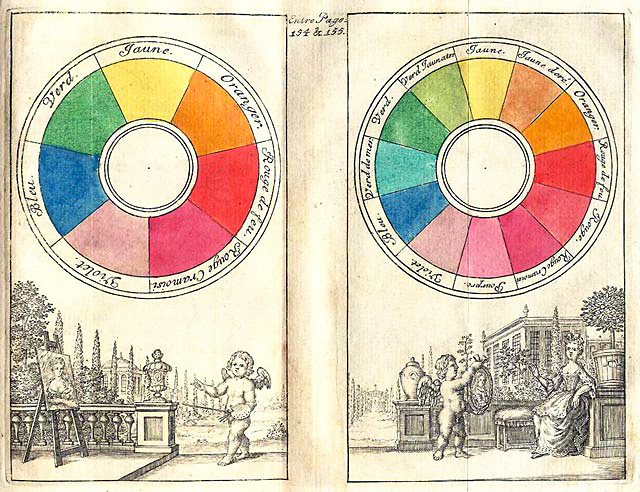
Farbkreis von Boutet (1708)
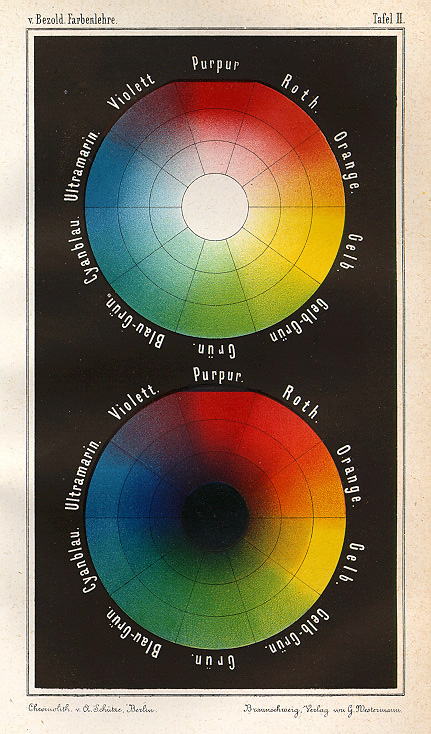
Wilhelm von Bezold (1874)
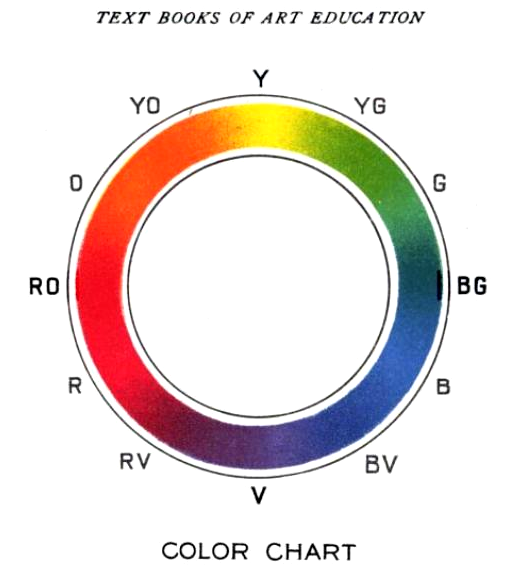
Farbrad (1904)
Farbrad (1908)[26]
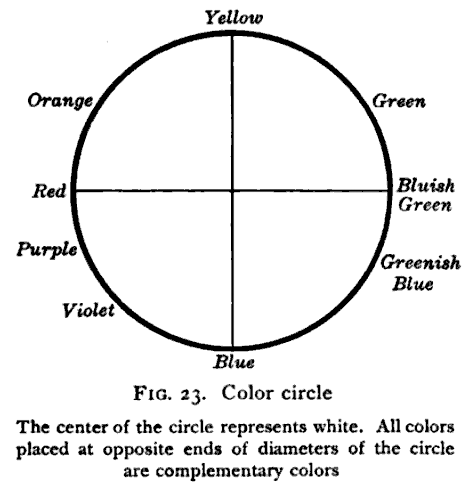
Vierwege-Gegenfarbenkreis (1917)
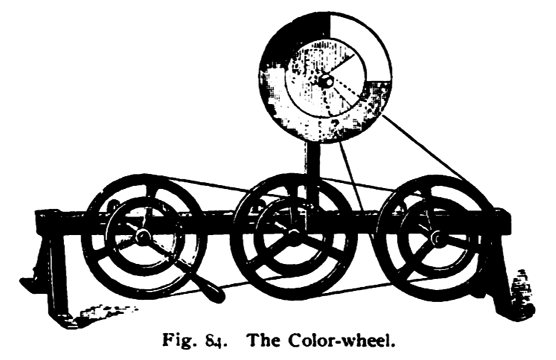
Mechanische Einrichtung zur Farbbeobachtung (1895)
Scriabins Schlüsselfarben mit Bezug zum Quintenzirkel
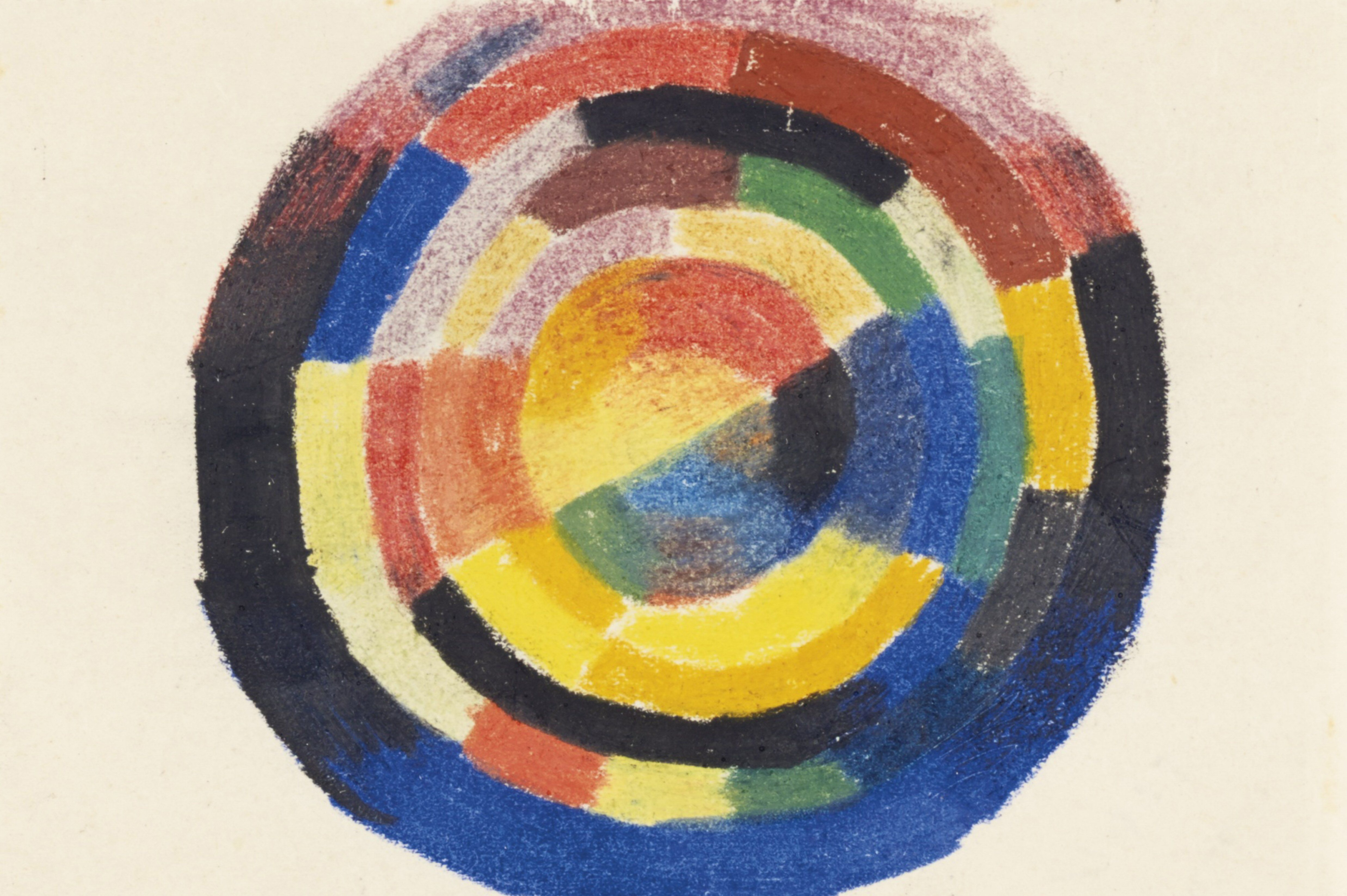
August Macke. Farbenkreis. 1913–1914.
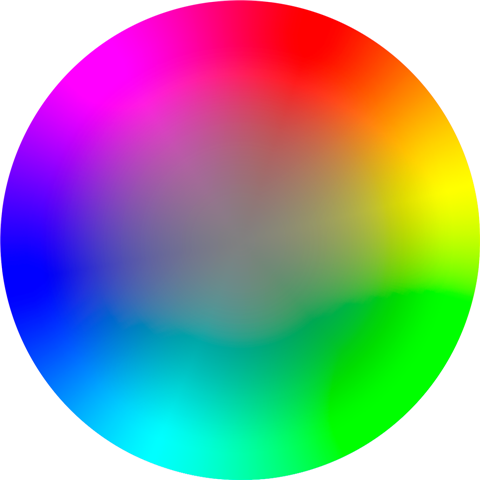
Vom Farbkreis zur Äquatorebene
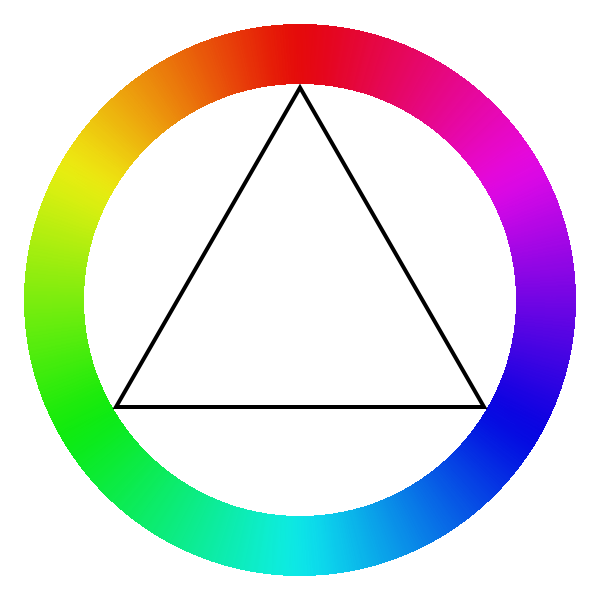
Triade der Grundfarben
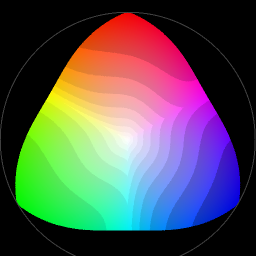
Form-Anpassung an einen RGB-Farbraum
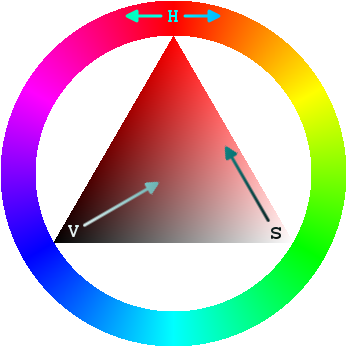
Farbkreis im HSV-Farbraum
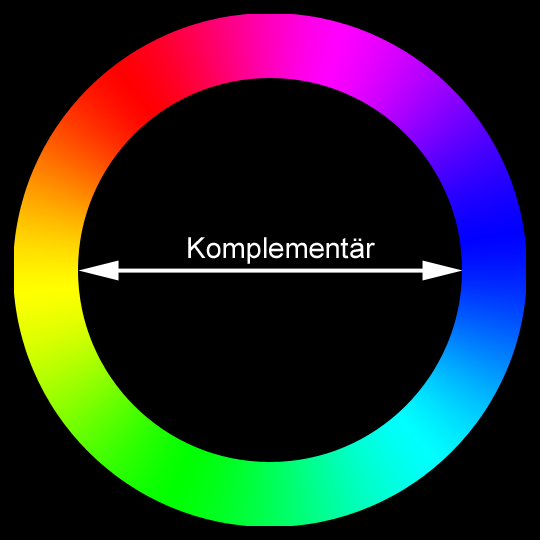
Farbkreis (additive Farbmischung)
Moderner Farbkreis nach Newton
Farbkreis mit CMYK-Werten und emotionalen Aussagen

## Alternativen zur Kreisform

### Küppers Farbensechseck

Küppers’ Farbensechseck von 1976

Der deutsche Drucktechniker und Dozent Harald Küppers (1928–2021) hielt Ittens Farbkreis in vielen Punkten für falsch und setzte Ittens didaktischem Schema sein „Basisschema der Farbenlehre“ entgegen. Zwei additive Primärfarben lassen sich zu einer subtraktiven Primärfarbe mischen und umgekehrt ergibt die Mischung zweier subtraktiver Primärfarben eine additive Primärfarbe. Er entwickelte seinen Farbkreis aus den additiven Primärfarben (Lichtfarben) Rotorange, Grün und Blauviolett und den subtraktiven Primärfarben (Druckerfarben) Cyan, Magenta und Gelb. Für diese wählte er ein Sechseck. So setzte Küppers die Bildschirm- und die Drucker-Grundfarben in einem einfachen, sich gegenseitig ergänzenden und überschaubaren Modell zusammen. Seine Farblehre zielte auf den Kreis der Mediengestalter. Der Nachteil des Farbensechsecks liegt in den geringen Abstufungen zwischen Magenta und Rot, während Gelb zwischen Gelborange und Gelbgrün förmlich hervorsticht.

### Farbendreieck
Als Alternative zum Farbkreis gibt es auch verschiedene Farbendreiecke. Als Urheber gilt der deutsche Gelehrte und Aufklärer Tobias Mayer (1723 – 1762).